# Habitatge al carrer Major, 17 (Hostalric)
L'edifici situat al carrer Major, 17 és una obra del municipi d'Hostalric (Selva) inclosa en l'Inventari del Patrimoni Arquitectònic de Catalunya.

## Descripció
És una casa entre mitgeres, situada al nucli urbà. Consta de planta baixa, pis i terrat. Té la façana arrebossada i pintada d'un color groc pàlid. A la planta baixa hi ha una porta amb dovelles de pedra. Al pis, una finestra amb balcó i barana de forja. A la part superior unes gelosies, una cornisa, una balaustrada i terrat. A la part dreta de l'edifici hi ha una cadena en pedra que separa visualment l'habitatge de la casa del costat. La casa número 15 segueix pràcticament la mateixa estructura, però sembla haver patit més reformes i no conserva la porta amb dovelles.